# Sündenklang
Sündenklang ist ein Nebenprojekt von Martin Soer, dem Sänger der Band Stahlmann.

## Bandgeschichte
Nachdem die Band Stahlmann im Frühjahr 2013 ihr drittes Album herausgebracht hatte, beschloss Sänger Martin Soer zusammen mit Neill Freiwald von Incubite ein zweites Projekt zu gründen, um musikalisch andere Wege zu gehen. Die Band mit dem Namen Sündenklang wird der Elektro-Pop-Musik der Schwarzen Szene zugeordnet. Ab Herbst 2013 gingen die beiden zusammen mit AblaZ und Niklas Kahl, die bei Stahlmann als Livemusiker mitwirken, auf Tour und im Januar 2014 veröffentlichten sie das Album Tränenreich. Es erreichte Platz 87 der deutschen Charts und konnte damit nicht ganz an die Erfolge von Stahlmann heranreichen. 
Als Tobias Berkefeld im Herbst 2013 Stahlmann verließ, trat Freiwald für ihn dort ein.

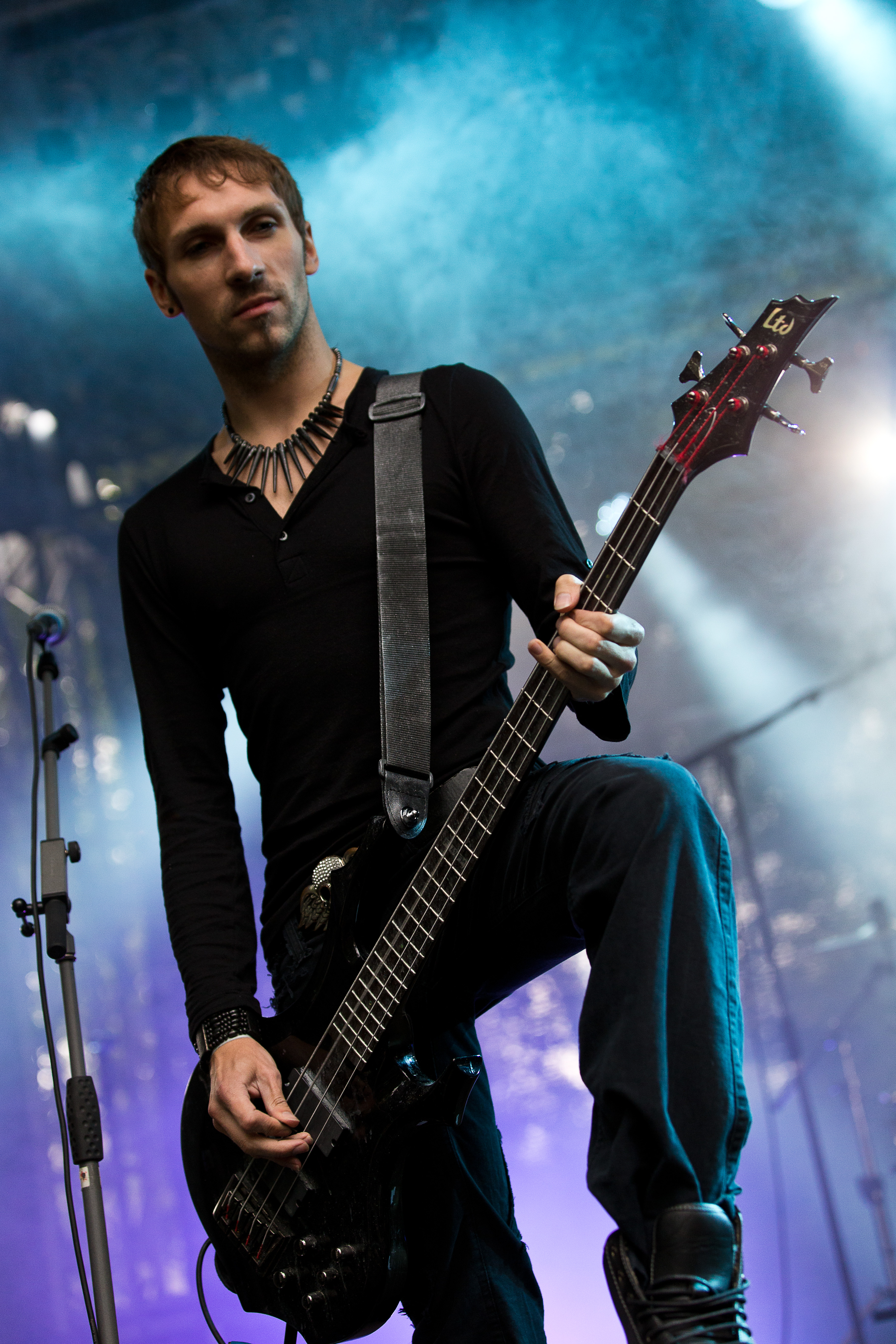
AblaZ am Bass auf der Nocturnal Culture Night 2015

## Diskografie
Alben
- 2014: Tränenreich
- 2020: Jahresringe

Lieder
- 2013: Brief an Gott
- 2014: Die Sehnsucht tanzt
- 2020: Vergeben und vergessen
- 2020: Staub